# 利特
朴正洙（： Park Jung-su，1983年7月1日—），藝名利特（英語：LeeTeuk），韓國男歌手及主持人，為韓國男子團體Super Junior隊長、副唱及副舞，同時為子團Super Junior-T及Super Junior-Happy及Super Junior-L.S.S.成員。

## 早年生活
朴正洙1983年7月1日出生於首爾特別市恩平區新寺洞  ，來自密陽朴氏家族，姐姐為演員朴仁英。
利特自小生長在高壓環境中，因父母關係不好，經常吵架，父母親一吵架就會打架，利特曾透露小時候經常遭父親打，十分害怕父親。
父母在利特15歲時離婚，姐弟倆選擇跟隨母親生活，利特因此立志要成為歌手，早日成功讓媽媽過好日子。
2000年，17歲的利特在首爾狎鷗亭被韩国SM娱乐有限公司星探發現，因面而參加SM Starlight Casting System的選拔大賽，成功進入了SM娛樂，並成為練習生。
2002年，利特與東海原定以5人組合《Smile》準備出道，卻因世界盃足球賽而擱置出道計劃。
經過長達5年的練習生生活，在2005年11月6日以Super Junior隊長的身份正式出道。

## 演藝經歷

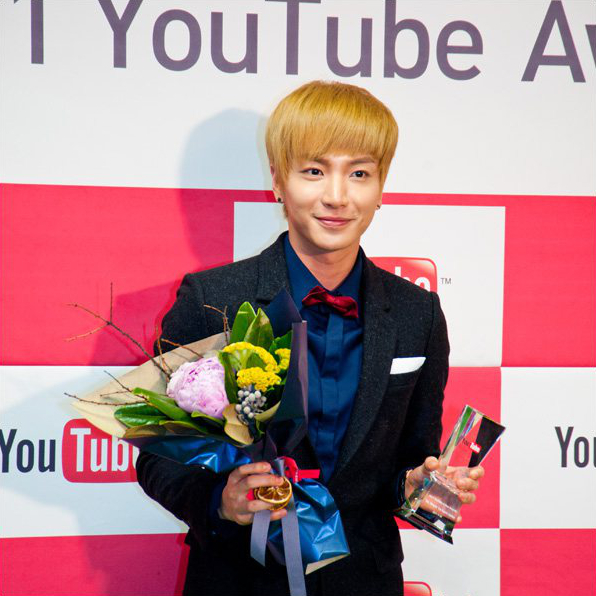
2011年YouTube Award

2005年，利特客串出演電視劇《彩虹羅曼史》，首次在娛樂圈亮相。同年11月6日，經過了5年的練習生訓練，以Super Junior隊長利特的身份正式出道，Super Junior首次於韓國SBS電視台《人氣歌謠》節目中以《Twins (Knock Out)》初次登台。12月5日，組合發行首張專輯《Super Junior05》。
2006年6月25日，Super Junior憑藉單曲《U》在SBS《人氣歌謠》上第一次奪冠。2006年至2011年，利特与银赫担任KBS电台节目《Super Junior Kiss The Radio》固定主持人。
2007年2月25日，與成員銀赫、希澈、強仁、神童及晟敏組成子團體Super Junior-T，該組合為韓國偶像中首個挑戰民謠的組合。4月19日，與組合成員神童、銀赫及圭賢在奧運大道板浦大橋附近發生嚴重車禍，圭賢危殆，利特重傷，銀赫及神童輕傷，次日圭賢甦醒脫離危險。同年7月，由Super Junior主演的电影《花美男连锁恐怖事件》在韩国首映，利特在剧中饰演“熊猫”一角；同年，Super Junior发行第二张韩语专辑《Don't Don》，收录利特参与作词的歌曲《I am》。
2008年6月5日，與成員銀赫、藝聲、強仁、神童及晟敏組成子團體Super Junior-Happy，發行迷你韓文專輯《料理王》。
2009年3月12日，Super Junior第三張韓語正規專輯《Sorry, Sorry》發行，3月13日，SJ以《Sorry, Sorry》及《Why I Like You》在音樂銀行回歸初舞台，此後《Sorry, Sorry》一曲連續拿下各大音樂節目一位，組合首次獲頒金唱片大赏《唱片大赏》、Mnet亞洲音樂大獎及首爾音樂獎等各大頒獎典禮大獎。同年，与强仁担任音乐节目《音乐中心》主持人。
2010年5月13日，Super Junior發行第四張韓語正規專輯《Bonamana》，收录了利特的创作歌曲《All My Heart》，主打歌《美人啊》連續63周雄踞KKBOX台灣音樂榜榜首。6月28日推出再版專輯，主打歌《No Other》在hanteo網排行榜上佔據首位。7月，与艺声担任综艺节目《爱情追击者》主持人；12月，與银赫、圭贤及神童担任《Super Junior的先见之明》主持人。
2011年，利特除了担任综艺节目《5000万的大提问》和《Star King》主持人外；还担任了Melon音乐奖与MBC歌谣大战主持人。8月2日，Super Junior發行第五張韓語正規專輯《Mr. Simple》及後續专辑《A-CHa》，當中收录了利特的创作曲《Oops!!》及《Andante》，主打歌《Mr. Simple》接續《美人啊》的氣勢繼續雄踞KKBOX台灣音樂榜榜首連續109周。2011年10月，與演員姜素拉參與真人實境秀《我們結婚了》結為假想夫婦。年底，凭借综艺节目《强心脏》及《Star King》获得韩国SBS演艺大赏脱口秀优秀奖；他亦随组合获得《Mnet亚洲音乐大奖》最佳专辑大奖、最佳男子组合奖及人气奖。12月22日，由利特、晟敏及圭賢聯合投資的咖啡廳《KONA BEANS》，交由媽媽們管理。
2012年7月4日，Super Junior發行第六張正規專輯《Sexy, Free & Single》及後續专辑《Spy》，當中收录了由利特创作的歌曲《Only U》，主打歌《Sexy, Free & Single》緊接《Mr. Simple》的氣勢繼續雄踞KKBOX台灣音樂榜榜首連續121周，創下兩年四個月連續第一的創世紀錄，此專輯亦是利特入伍前的最後一張音樂專輯。年末，利特获颁MBC演艺大赏综艺节目人气赏及SBS演艺大赏脱口秀部门最佳艺人奖。
2013年，利特入伍从军期间出演了韩国国防部制作的音乐剧《The Promise》，并凭借该剧获得第7届大邱国际音乐剧节男子新人赏。
2014年9月1日，Super Junior發行第七張韓語正規專輯《Mamacita》，該專輯为利特退伍后复出的首张專輯。同年，利特担任亚洲音乐节及音乐节目《人气歌谣》主持人。
2015年，利特先后担任了韩国金唱片大赏、首尔歌谣大赏、Gaon Chart K-POP大奖、韩国梦想演唱会及亚洲音乐节主持人；2月，与李辉才担任综艺节目《天生缘分归来》主持人；亦與俞世潤、金范秀担任音乐推理节目《看见你的声音》第一、二季主持人；4月，与姜虎东担任综艺节目《Star King》主持人；6月，与李丞涓担任综艺节目《白天鹅》主持人。9月，Super Junior发行十周年纪念专辑《Devil》及后续專輯《Magic》，收录曲《You Got It》及《Sarang♥》由利特作词及作曲。12月，与姜虎东担任综艺节目《Star King》第二季主持人。
2016年，利特担任了韩国金唱片大赏、Gaon Chart K-POP大奖、SIA亚洲风尚大典、韩国梦想演唱会及亚洲音乐节主持人；同年，接棒厲旭担任KBS电台节目《Super Junior Kiss The Radio》的固定主持人；6月，與俞世潤及金范秀担任音乐推理节目《看见你的声音》第三季主持人；随后，担任时尚美妆类节目《拜托了化妆台》第二季主持人。
2017年，利特相继担任了Gaon Chart K-POP大奖、韩越建交25周年纪念公演、韩国梦想演唱会、亚洲音乐节主持人。3月，與俞世潤及金钟国担任音乐推理节目《看见你的声音》第四季主持人。
2017年11月6日，Super Junior时隔2年2个月回归歌坛，利特参与第八张专辑《Play》的制作过程，收录曲《Super Duper》由利特作词及作曲。
2018年，利特参与所属组合的真人秀節目《SUPER TV》。同年1月，與俞世潤及金钟国担任音乐推理节目《看见你的声音》第五季主持人。

## 個人生活

### 車禍事件
2007年4月19日，利特與Super Junior成員神童、银赫 及圭贤一同結束直播KBS電台節目後，乘坐保姆車返回清潭洞宿舍，在奥林匹克大路盘浦大桥附近改变行走路线时，因车辆左侧爆胎无法正常驾驶的情况下，发生翻车意外，滑向路旁30米。利特在車禍中撞上車窗玻璃，造成臉部有嚴重傷口，額頭縫了30針、腰部縫了150針，花了3小時才從鬼門關撿回一命。

### 參軍服役
2012年10月30日，以現役兵身分入伍。在京畿道议政府306补充队接受5周基础军事训练后，以“现役兵”服兵役，为期21个月。利特不仅在Super Junior中任擔队长，亦担任部队中的队长。12月，因射击训练表现出色，在新兵训练营结业仪式上被授予师长表扬令。
《軍中醜聞事件遭受到波及》:2013年6月25日，歌手Se7en等八名韓國演藝兵至地方慰問演出後，公然酗酒並進入按摩場所，嚴重違反了軍紀。經國防部事務志願團懲戒委員會討論決定，廢除實行16年的演藝兵制度，並對這八名韓國演藝兵進行嚴懲，其中包括歌手Se7en等六人將被分配到野戰部隊。
國防部發言人表示：「因國防宣傳志願隊的管理出現嚴重的不足，根據調查結果決定廢除演藝兵制度。目前國防部在役的演藝兵有15人，從8月1日起將被分配到各個附屬部隊。」其中兵役時間僅剩下不到三個月的有三人，將被分配到國防部附屬部隊做普通士兵的工作，受到懲戒的6人在實行完懲戒後，將被分別到野戰部隊，餘下6人則是被分配到服務部隊再進行分配。15名演藝兵包括 Super junior隊長利特、歌手Se7en、KCM、李錫勳、上秋（音譯）、李志勳、李革基、金京煥、鄭鈞日、演員李俊赫、金武烈、崔在煥、柳尚旭、金浩英以及搞笑藝人金敏秀等。
因國防部取消演藝兵制度，故需換部隊：2013年8月，利特被分配到第12步兵师团于江原道麟蹄郡继续服役；9月，升为上兵。
2014年1月6日早上，利特的父親與祖父母去世。利特得知消息後，立即向軍隊告假趕到葬禮現場。Super Junior成員也紛紛趕到靈堂一同守靈。8日，利特為家人辦出殯儀式，Super Junior成員幫忙扶棺，11日返回軍隊繼續服役。
2014年2月，利特升为伍长。
7月29日，利特退伍。

### 生病
2018年7月24日上午5时左右，利特突然感到激烈的腹痛，后前往首尔某医院，被诊断为「急性胆囊炎」，根据医生的意见随即进行了手术，目前正在恢复中，相关知情人士表示"目前利特的情况比较良好,会再进行观察后出院。"
同时所属社方面也公开了相同的事实，并表示"及时进行了治疗并顺利结束了手术，根据医生的诊断手术后需要静养恢复，也为集中进行治疗，将不参加于7月28日至30日举办的<SMTOWN LIVE 2018 IN OSAKA>演唱会行程，本周原定的其他行程也将全部取消。"

## 影視作品

### 電視劇
| 年份   | 電視台  | 劇名                 | 角色                | 性質 |
| 2000年 | MBC     | 愛上女主播           | －                  | 臨演 |
| 2006年 | MBC     | 彩虹羅曼史           | －                  | 客串 |
| 2011年 | KBS     | Dream High           | 電台節目主持人      | 客串 |
| 2011年 | MBC     | 全部我的愛           | 金世星的相亲对象    | 客串 |
| 2011年 | KBS     | 我們家的女人們       | 路人                | 客串 |
| 2012年 | SBS     | 蠑螈道士和影子操作團 | 占卜比赛主持人      | 客串 |
| 2015年 | Mnet    | 七顛八起具海拉       | 人氣Show Camp主持人 | 客串 |
| 2017年 | MBC     | 時尚媽咪             | 廣播DJ              | 客串 |
| 2018年 | Youtube | 女神締造者           | 利特                | 主演 |
| 2021年 | TVING   | 酒鬼都市女人們       | 節目主持            | 客串 |

### 電影
| 年份   | 劇名                                       | 角色 | 性質 |
| 2007年 | 花美男連環恐怖襲擊事件                     | 熊貓 | 客串 |
| 2011年 | Super Show 3演唱會3D電影                   | 本人 | －   |
| 2012年 | I AM. - SM家族青春傳記電影                 | 本人 | －   |
| 2012年 | 2010 SMTOWN Live世界巡迴演唱會東京場3D電影 | 本人 | －   |
| 2013年 | Super Show 4演唱會3D電影                   | 本人 | －   |
| 2015年 | 旅行是詩作                                 | 本人 | 主演 |

### 音樂劇
| 日期                        | 劇名        | 角色         | 性質 |
| 2013年1月8日－2013年1月20日 | The Promise | 金德丘二等兵 | 主演 |

### 參與音樂錄影帶(MV)
| 日期          | 歌曲名稱 | 歌手   |
| 2014年12月2日 | Be Alive | 金章勳 |

## 綜藝節目

### 節目主持
| 日期                            | 電視台         | 節目名稱                             | 備註                                                      |
| 2005年11月10日－2008年3月27日   | Mnet           | M! Countdown                         | 強仁、神童、銀赫(固定MC)                                  |
| 2006年6月5日－2006年7月28日     | TBS            | Super Junior Music Show              | －                                                        |
| 2006年7月3日                    | Mnet           | Hello Chat                           | －                                                        |
| 2007年12月27日－2008年10月9日   | Mnet           | Love Fighter                         | －                                                        |
| 2008年2月8日                    | Mnet           | X-boyfriend                          | －                                                        |
| 2008年5月30日                   | Mnet           | You Can Fly                          | 林允兒                                                    |
| 2008年6月29日                   | SBS            | 人氣歌謠                             | 殷志源                                                    |
| 2008年9月7日                    | SBS            | 人氣歌謠                             | 強仁                                                      |
| 2008年11月1日－2008年11月22日   | Mnet           | 童貞男戀愛                           | －                                                        |
| 2008年12月7－14日               | SBS            | 人氣歌謠                             | 殷志源                                                    |
| 2008年12月21日                  | SBS            | 人氣歌謠                             | 殷志源、韓聖妍                                            |
| 2009年1月11日                   | SBS            | 人氣歌謠                             | 殷志源、李英恩                                            |
| 2009年3月15日－2009年4月12日    | KBS2           | Road Quiz Show 遠征隊                | 池石鎮                                                    |
| 2009年4月26日－2009年10月11日   | KBS2           | 挑戰!黃金階梯                        | 池石鎮、Boom、金信英                                      |
| 2009年4月30日                   | KBS2           | 好的歌曲對決                         | 玄英、Boom                                                |
| 2009年5月9日                    | MBC            | Show! 音樂中心                       | 強仁、宰範、Nichkhun(Special MC)                          |
| 2009年7月11日                   | MBC            | Show! 音樂中心                       | Special MC                                                |
| 2009年6月18日－2009年10月8日    | KBS2           | 好的歌曲對決                         | 玄英、Boom                                                |
| 2009年9月16日                   | MBC            | 指環王                               | 神童、銀赫                                                |
| 2009年11月7日－2009年12月26日   | KBS Drama      | Super Junior的Miracle                | 強仁、神童、晟敏、銀赫                                    |
| 2009年11月29日                  | MBC            | 善德女王的所有                       |                                                           |
| 2010年1月31日                   | SBS            | 人氣歌謠                             | 希澈、神童                                                |
| 2010年5月16日－2010年7月4日     | SBS            | 太極旗飄揚                           |                                                           |
| 2010年6月13日                   | SBS            | 人氣歌謠世界盃特輯                   | 神童、Sunny                                               |
| 2010年7月21日－2011年3月29日    | KBS Drama      | 愛情追擊者                           | 藝聲                                                      |
| 2010年10月31日－2011年2月20日   | MBC            | 享受今天                             |                                                           |
| 2010年12月17日                  | KBS            | 音樂銀行                             | 神童                                                      |
| 2010年12月8日－2011年3月30日    | MBC            | Super Junior的先見之明               | 神童、銀赫、圭賢                                          |
| 2010年12月30日                  | KBS            | 歌謠大慶典                           |                                                           |
| 2011年5月6日－2011年6月12日     | tvN            | 五千萬的大問題                       | 申東燁                                                    |
| 2011年9月11日                   | MBC Music      | Show Champion                        | 特別MC                                                    |
| 2011年9月13日                   | SBS            | 韓流奧運會 中秋特輯                  | 趙惠蓮、Boom                                              |
| 2011年9月13日                   | MBC            | 偶像明星田徑錦標賽（中秋特輯）       | 神童、Boom                                                |
| 2011年9月17日－2011年11月30日   | E Channel      | 最強Couple                           | 申東燁                                                    |
| 2011年10月5日－2012年11月10日   | SBS            | Star King                            | Boom                                                      |
| 2011年12月31日                  | MBC            | 歌謠大對決                           | 姜素拉、宋茜、Nichkhun、孫佳仁、趙權、李章宇、咸恩静      |
| 2012年1月24－25日               | MBC            | 偶像明星田徑、游泳錦標賽（春節特輯） | －                                                        |
| 2012年6月28日－2012年7月12日    | MBC            | Jewelry House                        | －                                                        |
| 2014年9月6日                    | MBC            | Show! 音樂中心                       | 圭賢(Special MC)                                          |
| 2014年9月14日                   | SBS            | 人氣歌謠                             | 希澈(Special MC)                                          |
| 2015年1月30日 - 2015年2月2日    | Line TV        | Superlines Super Junior              | 銀赫、圭賢                                                |
| 2015年2月7日                    | SBS            | Star King 400集特輯                  | 姜虎東                                                    |
| 2015年2月26日－2015年5月14日    | Mnet           | 看見你的聲音                         | 金範洙、兪世潤                                            |
| 2015年3月10日－2015年5月22日    | MBC            | 天生緣分歸來                         | 李輝宰(固定MC)                                            |
| 2015年4月18日－2016年8月9日     | SBS            | Star King                            | 姜虎東                                                    |
| 2015年4月17日                   | KBS            | 音樂銀行                             | 寶拉(Special MC)                                          |
| 2015年6月1日－2015年8月10日     | JTBC           | 白天鵝                               | 李丞涓                                                    |
| 2015年7月23日－2015年12月17日   | Disney Channel | The Mickey Mouse Club                | Key                                                       |
| 2015年10月22日－2015年12月31日  | Mnet           | 看見你的聲音 2                       | 金範洙、兪世潤                                            |
| 2016年1月20日 - 2016年1月27日   | MBC            | 一週偶像                             | Defconn(代班主持)                                         |
| 2016年4月29 - 2016年11月23日    | tvN            | 歌曲的誕生                           | 鄭在炯、San E                                             |
| 2016年5月4日 - 2016年6月15日    | K Star         | 真實的，帥氣的                       | 李輝宰、黃光熙                                            |
| 2016年5月11日 - 5月19日         | V App          | 看得見的SM                           | 金政模、Yeri                                              |
| 2016年6月30日 - 2016年9月15日   | Mnet           | 看見你的聲音 3                       | 金範洙、兪世潤                                            |
| 2016年9月8日 - 2016年12月22日   | FashionN       | 拜託了梳妝台/拜託化妝台 2            | 韓彩英、Lizzy                                             |
| 2016年9月14日                   | JTBC           | Talk Hero                            | 池錫辰、尹多勳                                            |
| 2016年9月19日 - 2016年11月7日   | MBC every1     | Star Show 360                        | 卓在勳、金素慧(固定MC)                                    |
| 2016年9月19日 - 2016年12月11日  | 優酷           | My SMT                               | 與NCT 道英、Johnny                                        |
| 2016年9月22日 - 2016年9月23日   | MBC            | Happy Pyramid 333                    | 兪世潤 (嘉賓主持)                                         |
| 2016年11月17日 - 2017年1月19日  | Comedy TV      | 好運RACE                             | 與張東民、許景煥、李尚敏                                  |
| 2016年11月21日 - 2017年3月14日  | TV Chosun      | 偶像宴會                             | 金俊鎬、率濱(~2017年1月23日)、金信英(2017年2月21日起)     |
| 2017年1月12日                   | Channel A      | Singderella                          | 金希澈、文熙俊、金泰宇、崔成國、姜成妍、韓錫俊 (代班主持) |
| 2017年1月12日                   | MBC            | Missing9 特輯                        | 李秀根                                                    |
| 2017年1月27日                   | KBS            | 女團大戰-歌門的榮光（春節特輯）      | 樑世亨、閔庚勳                                            |
| 2017年3月2日 - 2017年7月6日     | Mnet           | 看見你的聲音 4                       | 兪世潤、金鐘國                                            |
| 2017年3月31日 - 2017年4月7日    | JTBC           | 第六感猜題秀1/N                      | 神童                                                      |
| 2017年4月4日 - 2017年5月2日     | KBS2           | 寄宿房的女兒們                       | 李美淑、李壽根、朴詩妍、李多海 (嘉賓主持)                 |
| 2017年5月4日 - 2017年7月31日    | TV朝鮮         | 快遞來了                             | 金榮澈、李敬揆、尹正秀                                    |
| 2017年5月12日                   | Mnet           | PRODUCE 101第二季                    | 特別主持人                                                |
| 2017年7月3日-2017年7月8日       | MBC            | 夏洛克的房間                         | 試播(共兩集)                                              |
| 2017年7月21日 - 2017年10月18日  | JTBC           | Super Rich 2                         | 金成柱                                                    |
| 2017年10月4日                   | KBS            | QUIZ ON KOREA（中秋特輯）            | 朴經                                                      |
| 2017年10月31日 - 2018年1月2日   | FashionN       | 拜託了梳妝台 3                       | 韓彩英、金請夏                                            |
| 2017年11月11日 - 2017年12月29日 | MBC            | 無畏的傢伙們                         | 韓惠軫、鄭埻夏、尹衡彬、鄭文洪、權亞率、權敏石            |
| 2018年1月26日 - 2018年4月13日   | XtvN、tvN      | SUPER TV                             | Super Junior                                              |
| 2018年1月26日 - 2018年4月27日   | Mnet           | 看見你的聲音 5                       | 兪世潤、金鐘國                                            |
| 2018年2月15日 - 16日            | MBC            | 偶像明星運動會（春節特輯）           | 全炫茂、普美                                              |
| 2018年5月11日 - 2018年8月22日   | Youtube        | Begin Again                          | Sunny                                                     |
| 2018年6月7日 - 2018年8月23日    | XtvN           | SUPER TV 2                           | Super Junior                                              |
| 2018年7月21日                   | KBS            | 戰鬥旅行                             | 特別MC                                                    |
| 2018年8月10日 - 2018年10月12日  | MBN            | 現實男女2                            |                                                           |
| 2018年9月24日                   | KBS            | QUIZ ON KOREA（中秋特輯）            | Sam Okyere                                                |
| 2018年9月25日 - 26日            | MBC            | 偶像明星運動會（中秋特輯）           | 全炫茂、娜璉                                              |
| 2019年1月18日 - 2019年4月12日   | Mnet           | 看見你的聲音 6                       | 兪世潤、金鐘國                                            |
| 2019年1月19日                   | MBC            | Under Nineteen                       | 特別MC                                                    |
| 2019年2月5日 - 6日              | MBC            | 偶像明星運動會（春節特輯）           | 全炫茂、Sana                                              |
| 2019年2月9日                    | MBC            | Under Nineteen                       | 特別MC                                                    |
| 2019年3月2日 - 2019年3月23日    | KBS Kids       | 相互互相                             |                                                           |
| 2019年5月12日 - 2019年7月28日   | Workpoint      | Beauty No.9                          |                                                           |
| 2019年7月19日 - 2019年9月3日    | Youtube        | 空帳搜查隊                           |                                                           |
| 2019年8月26日                   | Youtube        | 月球KTV                              | 代班主持                                                  |
| 2019年9月1日 - 3日              | Youtube        | Bixby House（빅스비 하우스）         | 神童                                                      |
| 2019年9月12日 - 13日            | MBC            | 偶像明星運動會（中秋特輯）           | 全炫茂、多賢                                              |
| 2019年10月2日 - 2019年12月4日   | Ole TV Mobile  | Hidden Track                         |                                                           |
| 2019年10月9日 - 2019年11月20日  | JTBC           | 旋律書店                             | 鮮于貞娥、Suran、朴經、宋有彬、金賢宇                     |
| 2020年1月17日 - 2020年4月3日    | Mnet           | 看見你的聲音 7                       | 兪世潤、金鐘國                                            |
| 2020年1月24日 - 25日            | MBC            | 偶像明星運動會（春節特輯）           | 全炫茂、多賢                                              |
| 2020年3月30日 - 2020年6月11日   | Ole TV Mobile  | Hidden Track 2                       |                                                           |
| 2020年7月4日 - 2020年9月19日    | MBC            | 《最愛娛樂》                         | 張允瀞、金信英                                            |

| 日期                                          | 電視台               | 節目名稱                         | 備註                                      |  |
| 2017年1月30日 - 2020年7月                     | EBS                  | 最高的料理秘訣                   |                                           |  |
| 2019年7月4日 - 2020年                         | Youtube              | 특이한맛                         |                                           |  |
| 2020年2月16日 - 至今                          | Youtube              | 이특의 kiss the YouTube          |                                           |  |
| 2020年7月16日 - 2021年3月18日 2021年7月29日 - | KNTV                 | SUPER JUNIORのアイドルVSアイドル | 藝聲                                      |  |
| 2021年8月3日 -                                | JTBC Voyage          | 漫威未來革命                     | 藝聲 銀赫 東海                            |  |
| 2021年8月31日 -                               | SKY                  | Candy singers                    | 劉世允                                    |  |
| 2021年8月26日 -                               | Chenael S            | 偉大的家廚研究所                 | 姜鎬童 金峻鉉                             |  |
| 2021年6月19日 -                               | 東亞TV               | Beauty & Booty 第6季             | 與Sunny (少女時代) 韓彩英、倞利、率濱主持 |  |
| 2021年9月4日                                  | SBS                  | Superstar * LOUD                 |                                           |  |
| 2021年9月24日                                 |                      | Nice Shot                        | 任昌丁                                    |  |
| 2021年9月30日                                 |                      | Super trip                       | 東海 厲旭                                 |  |
| 2024年9月28日- 2024年11月30日                 | 三立都會台、台視主頻 | SCOOL                            |                                           |  |
| 2024年 12月6日- 2025年1月31日                 | Hakka TV             | 廚師的迫降：客家廚房             | -                                         |  |

### 其他綜藝節目
2021年8月7日  KBS2  家務男2
2022年1月29日,2月5日,5月28日  JTBC  認識的哥哥

### 固定綜藝
| 日期                           | 電視台    | 節目名稱                    | 集數            |
| 2006年1月21日－2006年6月3日    | KBS 2TV   | 明星金鐘                    |                 |
| 2006年8月12日－2006年11月4日   | MBC       | 強力駕駛學校                |                 |
| 2008年1月26日－2008年3月29日   | Comedy TV | 不得了的外出                |                 |
| 2008年3月1日－2008年5月10日    | SBS       | Star King                   |                 |
| 2008年7月10日－2008年10月9日   | MBC       | 偶像軍團紅了!她             |                 |
| 2009年3月28日－2009年6月20日   | SBS       | Star King                   |                 |
| 2009年6月20日－2009年8月8日    | MBC       | 介紹明星的朋友              |                 |
| 2009年8月15日－2011年10月8日   | SBS       | Star King                   |                 |
| 2009年10月13日－2012年11月13日 | SBS       | 強心臟                      |                 |
| 2011年9月3日－2011年11月18日   | KBS       | Hello Baby                  | 12              |
| 2011年10月8日－2012年9月8日    | MBC       | 我們結婚了第三季            | 31              |
| 2014年12月31日－2015年1月3日   | MBC Music | Super Junior 美好的一天     | 4               |
| 2015年1月30日－2015年2月2日    | LINE TV   | SurpLINEs Super Junior篇    | 3               |
| 2015年8月9日 - 2015年8月16日   | MBC       | 蒙面歌王                    | 2               |
| 2015年11月4日－2015年11月25日  | K Star    | The Friends in 瑞士         | 4               |
| 2016年6月3日 - 2016年6月24日   | SBS       | 叢林的法則 巴布亞紐幾內亞篇 | 4               |
| 2016年11月17日－2016年12月2日  | Youtube   | CELEB CHAMPIONS TROPHY      | 8               |
| 2017年10月9日 - 2017年11月24日 | V LIVE    | SJ returns                  |                 |
| 2018年1月26日 - 2018年4月13日  | XtvN      | Super TV                    |                 |
| 2018年6月7日 - 2018年8月23日   | tvN       | Super TV 2                  |                 |
| 2018年8月10日－2018年11月23日  | MBN       | 現實男女S2                  | 3、4、7、11、15 |
| 2018年9月22日－2018年12月23日  | Channel A | 賣完才能回國                | 12              |
| 2018年11月5日 - 2018年12月26日 | V LIVE    | SJ Returns 2：E.L.F.的飯桌  | 1-23            |
| 2019年9月9日 - 2019年10月20日  | V LIVE    | SJ returns 3                |                 |
| 2019年10月9日－2020年1月1日    | YouTube   | Analog Trip                 | 12+1            |
| 2020年5月18日 - 2021年1月15日  | V LIVE    | SJ returns 4                |                 |

### 活動主持
| 日期               | 活動名稱                                                        | 合作藝人         |
| 2005年9月10日      | 東方神起 Rising Sun Showcase                                    | 強仁             |
| 2009年9月2日       | f(x) Showcase                                                   | 與Sunny          |
| 2011年11月24日     | 第3屆 甜瓜音樂獎                                                | 朴信惠、斗俊     |
| 2012年1月11日      | 第26屆 金唱片獎                                                 | 奎利             |
| 2012年3月31日      | EXO Showcase                                                    | －               |
| 2014年11月2日      | 第11屆 亞洲音樂節                                               | 方珉雅、Zico     |
| 2015年1月15日      | 第29屆 金唱片獎                                                 | 蒂芬妮、全炫茂   |
| 2015年1月22日      | 第24届 首尔歌谣大赏                                             | 全賢武、昭宥     |
| 2015年1月28日      | 第4届 Gaon Chart K-POP大奖                                      | 惠利             |
| 2015年3月5日       | Super Junior Donghae & Eunhyuk Showcase                         | －               |
| 2015年5月17日      | Adidas Mirun Busan                                              | 银赫             |
| 2015年5月23日      | 第21屆 夢想演唱會                                               | －               |
| 2015年10月11日     | 第12屆 亞洲音樂節                                               | 洪宗玄、哈妮     |
| 2016年1月21日      | 第30屆金唱片獎                                                  | 全炫茂、鄭秀晶   |
| 2016年2月17日      | 第5届 Gaon Chart K-POP大奖                                      | Yura             |
| 2016年2月23日      | [The Moment] 演講會                                             | 이원일           |
| 2016年3月15日      | SIA亚洲风尚大典                                                 | Eric Nam、黄载根 |
| 2016年4月24日      | Power of K 2016 Korea TV Fes in Japan                           | 具荷拉           |
| 2016年5月20日      | [The Moment] 演講會                                             | 양재진           |
| 2016年6月2日       | KCON in France                                                  | －               |
| 2016年6月4日       | 第22屆 夢想演唱會                                               | 金所炫、洪宗玄   |
| 2016年9月23、24日  | [The Moment] 演講會                                             | 김지윤           |
| 2016年10月9日      | 第13屆 亞洲音樂節                                               | 王霏霏           |
| 2016年11月16日     | 2016 Asia Artist Awards                                         | 李詩英、趙優鐘   |
| 2016年11月27日     | 2016 Super Seoul Dream Concert                                  | 陳世娫、MINGYU   |
| 2016年12月23、24日 | [The Moment] 演講會                                             | 이종범           |
| 2017年2月18日      | K-Drama Festa in 平昌                                           | 金請夏           |
| 2017年2月22日      | 第6届 Gaon Chart K-POP大奖                                      | 頌樂             |
| 2017年4月1日       | 韓越建交25周年演唱會                                            | －               |
| 2017年4月21、22日  | [The Moment] 演講會                                             | 대도서관         |
| 2017年6月3日       | 第23屆 夢想演唱會                                               | 李善彬、S.COUPS  |
| 2017年6月12日      | VOOM STAGE                                                      | －               |
| 2017年9月3日       | 2017 仁川機場SKY FESTIVAL                                       | －               |
| 2017年9月24日      | 第14屆 亞洲音樂節                                               | 王嘉爾           |
| 2017年11月4日      | 2017 Dream Concert in 平昌                                      | 陳世娫           |
| 2017年11月15日     | 2017 Asia Artist Award                                          | 李泰林           |
| 2017年12月3日      | PEEKAVOO&VOOM ROOKIE STAGE                                      | －               |
| 2018年2月6日       | WELCOME NCT 2018                                                | －               |
| 2018年2月14日      | 第7屆 Gaon Chart K-POP大獎                                      | 多賢             |
| 2018年3月26日      | 東方神起 VS EXO : Kingpin Match                                 | －               |
| 2018年4月5日       | !t Live Grand Opening Special with Hyundai SOLATI Moving Studio | Chanyeol、Wendy  |
| 2018年10月3日      | 第15屆 亞洲音樂節                                               | 妍雨、Nancy      |
| 2018年10月12日     | IBK 참! 좋은 콘서트 with 2030                                   | Wendy            |
| 2018年10月27日     | 2018 Happy Alliance Day                                         | 이동우           |
| 2018年11月23日     | MBN HERO CONCERT                                                | 薛仁雅           |
| 2018年11月28日     | 2018 Asia Artist Award                                          | 李聖經           |
| 2018年12月20日     | 第1屆 KPMA                                                      | 陳世娫           |
| 2019年5月18日      | 第25屆 夢想演唱會                                               | 全昭旻、孔燦     |
| 2019年11月26日     | 2019 Asia Artist Award                                          | 林智妍           |
| 2020年1月8日       | 第9屆 Gaon Chart K-POP大獎                                      | Lia              |
| 2020年7月9日       | 線上慈善演唱會 'World is ONE'                                   | 勝熙             |
| 2020年7月25日      | 第26屆 夢想演唱會                                               | 金曜漢、金度延   |
| 2025年4月26日      | K-FLOW 3 in Taiwan                                              |                  |

### 電台主持
| 日期                         | 電視台 | 節目名稱                    | 合作藝人 | 備註                 |
| 2006年8月21日－2011年12月4日 | KBS    | Super Junior Kiss The Radio | 銀赫     | 被評為最長壽的偶像DJ |
| 2016年4月25日－2016年10月2日 | KBS    | Super Junior Kiss The Radio | ﹣       |                      |

## 廣播節目
- 2021年5月14日 虎牙tv 深夜電台•希Story
- 2021年5月15日 NAVER D&E Show (feat 藝聲 ,厲旭 )

## 音樂作品

### 其他歌曲
| 形式 | 日期           | 專輯名稱                  | 歌曲名稱            | 合作藝人                                              |
| 單曲 | 2008年4月18日  | 《愛情》                  | 手牽手              | Super Junior、SS501、Brown Eyed Girls、少女時代、TGUS |
| CF   | 2009年12月15日 | 首爾市宣傳歌              | S.E.O.U.L           | Super Junior、少女時代                                |
| CF   | 2010年5月20日  | 韓國世界杯                | Victory Korea       | 藝聲、神童、晟敏、銀赫                                |
| OST  | 2010年7月20日  | 綜藝節目《強心臟》OST     | 強心臟 Logo Song    | 神童、銀赫、東海                                      |
| 單曲 | 2011年1月16日  | -                         | Please              | 神童                                                  |
| 單曲 | 2011年1月30日  | -                         | 牢騷                | Krystal                                               |
| 單曲 | 2011年5月16日  | -                         | ice cream           | JOO                                                   |
| 單曲 | 2011年6月24日  | -                         | 把廣播轉大          | 銀赫、李賢宇、崔江姬、安信源、The KOxx                |
| OST  | 2012年1月3日   | 電視劇《工薪族楚漢志》OST | Bravo               | Key                                                   |
| 單曲 | 2016年7月1日   | SM STATION單曲            | 我的英雄（My Hero） | Suho、Kassy                                           |

### 音樂創作
- 韓國音樂著作權協會之登記編號：W0805500 （页面存档备份，存于）

| 姓名        | 登記名字    | 編號                            | 歌曲列表 |
| ----------- | ----------- | ------------------------------- | -------- |
| 朴正洙/利特 | 박정수/이특 | W0805500 （页面存档备份，存于） | [ 27 ]   |

非正式發表歌曲，如電臺、Hello Baby、我們結婚了以及其他節目中之創作不列入。
| 年份 | 專輯名稱                           | 歌曲名稱             | 合作藝人               | 備註     |
| 2006 | 《Super Junior05》                 | Believe              | 希澈                   | 作詞     |
| 2007 | 《Don't Don》                      | I am                 | 晟敏、銀赫、東海       | 作詞     |
| 2008 | 《尚根的願望》OST                  | 現在去見你           | 晟敏                   | 作詞     |
| 2010 | 《美人啊》                         | All My Heart         | Henry                  | 作曲     |
| 2011 | 不適用                             | 請給我吧             | 神童                   | 作詞     |
| 2011 | 《星期天‘享受今天’Ballad Project》 | 牢騷                 | Krystal                | 作詞     |
| 2011 | 《Mr. Simple》                     | Andante              | Henry                  | 作曲     |
| 2011 | 《Mr. Simple》                     | Oops!!               | 希澈、神童、銀赫、東海 | 作詞作曲 |
| 2012 | 《Sexy, Free & Single》            | Only U               | 東海作詞               | 作詞作曲 |
| 2015 | 《Devil》                          | Sarang♥              | 希澈作詞               | 作曲     |
| 2018 | 《Replay》                         | Super Duper          | -                      | 作詞作曲 |
| 2019 | 《Time Slip》                      | No Drama             | -                      | 作詞作曲 |
| 2019 | 《旋律書店》Book-OST Project       | This is me           | 鮮于貞娥、Suran演唱    | 作詞作曲 |
| 2019 | 《Analog Trip》OST                 | Come a little closer | 昌珉作詞               | 作曲     |

## 粉絲見面會
| 日期                                                                                | 演唱會地點 | 舉行地點                        |
| Leeteuk First Fanclub Event "Memory"歌迷見面會                                      |            |                                 |
| 2015年10月24日                                                                      | 東京站     | 東京豊洲PIT                     |
| 2016 Leeteuk首次亞洲巡迴個人粉絲見面會 《2016 Leeteuk 1st Asia Tour [STAR ; Teuk]》 |            |                                 |
| 2016年9月3日                                                                        | 上海站     | 上海唱吧加空間                  |
| 2016年12月10日                                                                      | 台北站     | 台北國際會議中心                |
| 2018 LEETEUK ⭐ Birthday Party                                                      |            |                                 |
| 2018年7月2日                                                                        | 首爾站     | SMTOWN COEXARTIUM 5F SM THEATRE |
| SUPER JUNIOR-LEETEUK FANCLUB EVENT 2019                                             |            |                                 |
| 2019年4月30日                                                                       | 東京站     | 東京新宿文化中心                |

## 其他活動
| 日期           | 活動名稱                      | 備註   |
| 2007年11月10日 | B-BOY大賽                     | 評審   |
| 2008年10月20日 | SS Seoul Collection首爾時裝周 | 模特兒 |

## 獎項

### 大型頒獎禮獎項
| 年份 | 獎項                                                                                          |
| ---- | --------------------------------------------------------------------------------------------- |
| 2008 | - Mnet Fighter－感謝獎 - 第15届韓國流行娛樂獎－特別獎 - EnU Award－Most Beautiful Smile Award |
| 2009 | - SBS演藝大賞－綜藝部門新人獎《強心臟、Star King》                                            |
| 2010 | - Bugs Music Awards－最佳藝能獎                                                               |
| 2011 | - SBS演藝大賞－Talk Show優秀賞《強心臟、Star King》                                           |
| 2012 | - MBC演藝大賞－綜藝節目人氣獎《我們結婚了》 - SBS演藝大賞－TalkShow部門最佳演藝人賞《強心臟》 |
| 2013 | - 第7届大邱國際音樂劇節－男子新人賞 《The Promise（音樂劇）》                                 |

## 外部連結
- 利特的X（前Twitter）
- 利特的新浪微博
- 利特的Instagram帳戶
- 利特的Youtube頻道 （页面存档备份，存于）